# Maros-ártér Natúrpark
A Maros-ártér Natúrpark (románul Parcul Natural Lunca Mureșului) Románia nyugati részének egyetlen olyan natúrparkja, mely síkságon terül el. A Maros alsó folyásának árterét foglalja magába, Arad és a magyar–román határ között terül el, 17.455,2 hektáros területen. 2004-ben hozták létre, a park megalapítását a 2151/30.11.2004-es kormányrendelet mondta ki.

## A natúrpark részterületei, természetvédelmi státusa
A Természetvédelmi Világszövetség (IUCN) osztályozásában a Maros-ártér Natúrpark a natúrparkoknak megfelelő kategóriába esik, az V-ösbe. Jelenlegi területén négy természetvédelmi rezervátum található, ezek az IUCN rendszerének IV-es kategóriájába tartoznak, három közülük (a Csanádi erdő - Pădurea Cenad, a Csanádi sziget - Insula Mare Cenad és az Egresi szigetek - Insulele Igriș) egyszerre lett kijelölve, az 5/2000-es törvény alapján, és ezek mindegyike Temes megye területén található meg, míg a negyedik rezervátum, mely egyben a legnagyobb is, a Nagyporond (Prundul Mare) Arad megyében van. E rezervátumok összterülete 971,4 hektár, ebből a Csanádi sziget és az Egresi szigetek 3-3 hektárnyi területet foglalnak magukba, a Csanádi erdő 310,5-et, míg a Nagyporond 654,9-et. A Nagyporond nem csak méretében tér el jelentősen a másik három rezervátumtól, hisz míg utóbbiak kompakt, összefüggő területek, addig a Nagyporond egymástól többé-kevésbé elszigetelt, különálló és meghatározott határokkal rendelkező, Arad és Pécska között elterülő elszórt részekből áll.

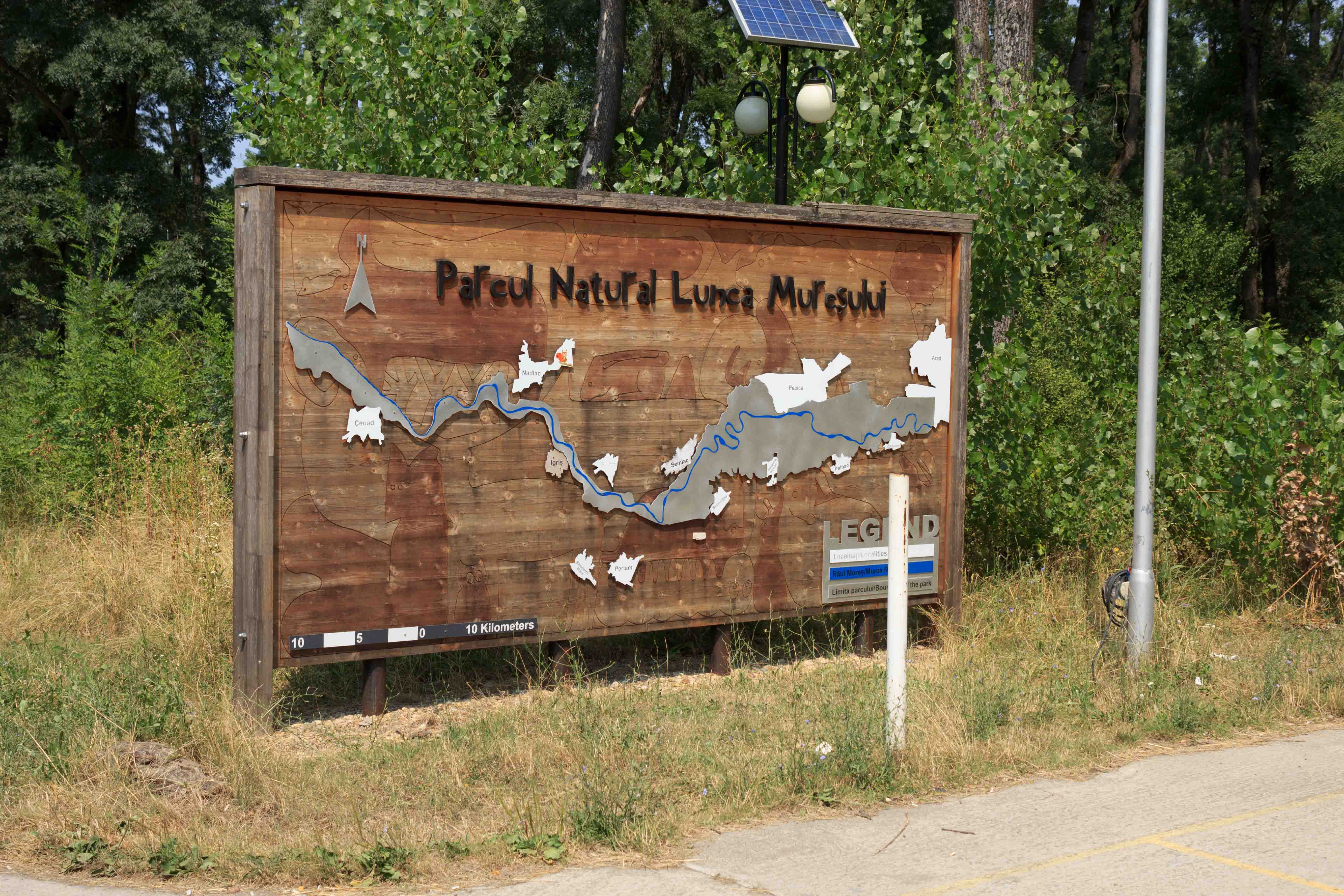
A park bejárata

## A terület fizikai környezete

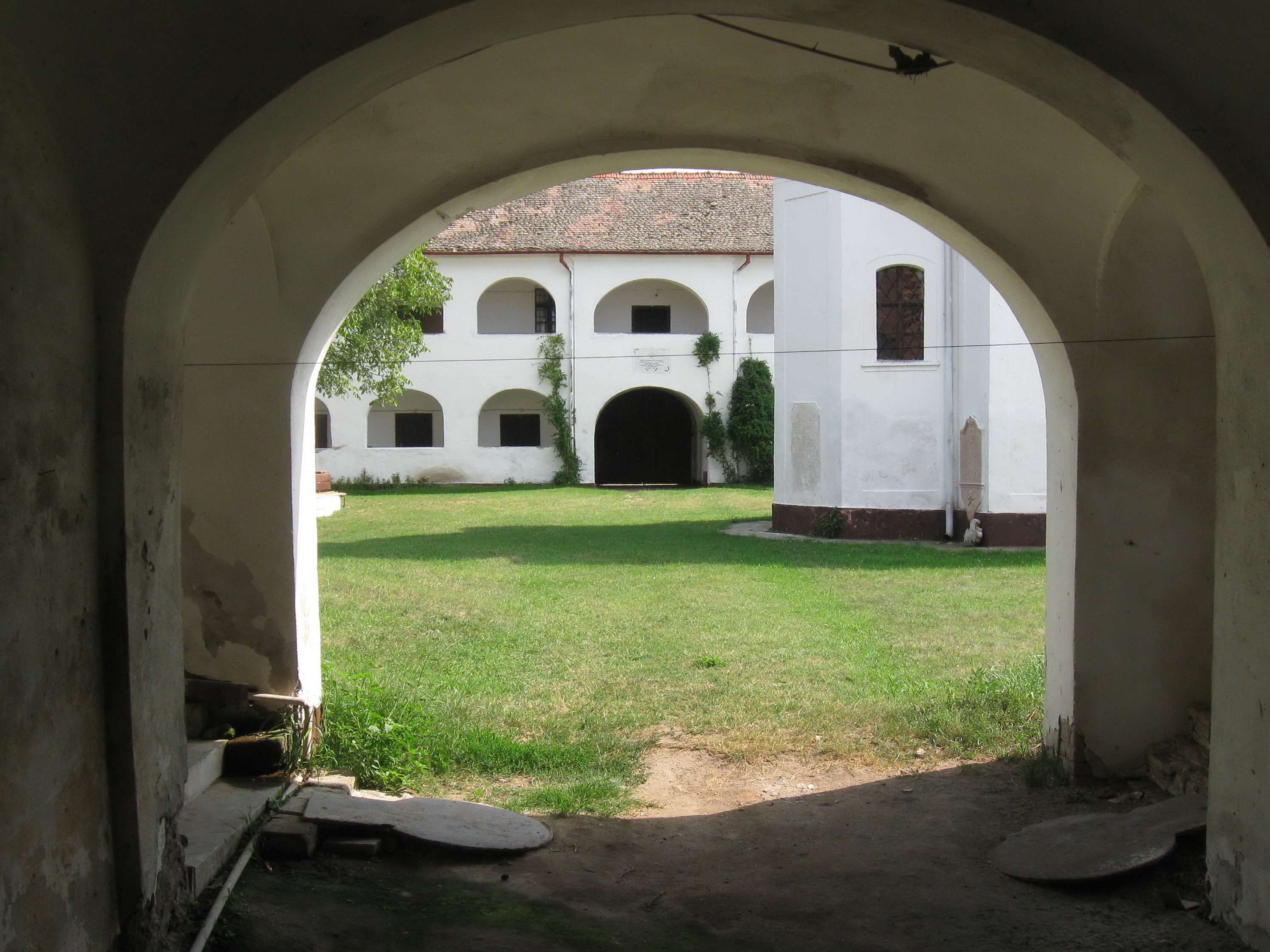
A bezdini kolostor udvara

### Éghajlat
A Maros-ártér Natúrpark környezete meleg mérsékelt kontinentális éghajlatú terület, ennek pedig a Kárpát-medence síkságaira jellemző szárazabb változata érvényesül a területen. Az évi középhőmérséklet +10,8 °C, de nyugati irányból óceáni, illetve dél felől mediterrán hatások is érik. Az átlaghőmérséklet a kezelési terv tanúsága szerint egyik hónapban sem esik fagypont alá, még a leghidegebb hónapban sem, amely a január (a kezelési tervben megjelenő adatsor alapján a januári középhőmérséklet +1,4 °C), viszont fontos tudni, hogy ez az információ semmilyen más forrásból nem nyert megerősítést, a januári hónapra több statisztika is -1,5 °C-os átlaghőmérsékletet határoz meg. A legmelegebb júliusban van, az akkori átlaghőmérséklet +21,4 °C. Az éves csapadékmennyiség nem tér el jelentősen a mérsékelten szárazföldi területeken mért adatoktól, éves szinten átlagban 564 mm eső hull, ettől természetesen adódhatnak eltérések, a legszélsőségesebb értékek: 275 mm 1952-ben, és 853 mm 1915-ben. A napsütéses órák száma évente 2051-2075, a felhősség éves átlagértéke 55-60%, a téli hónapokban ez az érték magasabb (decemberben a legnagyobb, 80% körüli). A szél sebessége éves átlagban 3,0-3,2 m/s, a legerősebb szeleket tavasszal (március, április) mérik, míg a legszélcsendesebb hónap a szeptember.

### Felszín alatti és felszíni vizek
A talaj jelentős mennyiségű termálvizet rejt, hozzávetőlegesen 2000 méter mélységben. A tárgyalt régióban a legkönnyebben Pécska környékén termelhető ki a termálvíz, a felette levő üledékréteg viszonylagos vékonysága miatt. A felszíni vizek felülete mintegy 1400 ha-t tesz ki a natúrpark határain belül, ezek közül egyértelműen a legmeghatározóbb a Maros (összesen 1247 hektárnyi felülettel), amely a Maros-ártér Natúrpark területét 88 km-es szakaszon keresztezi, ezen a 88 km-en a folyó átlagszélessége 120 m.

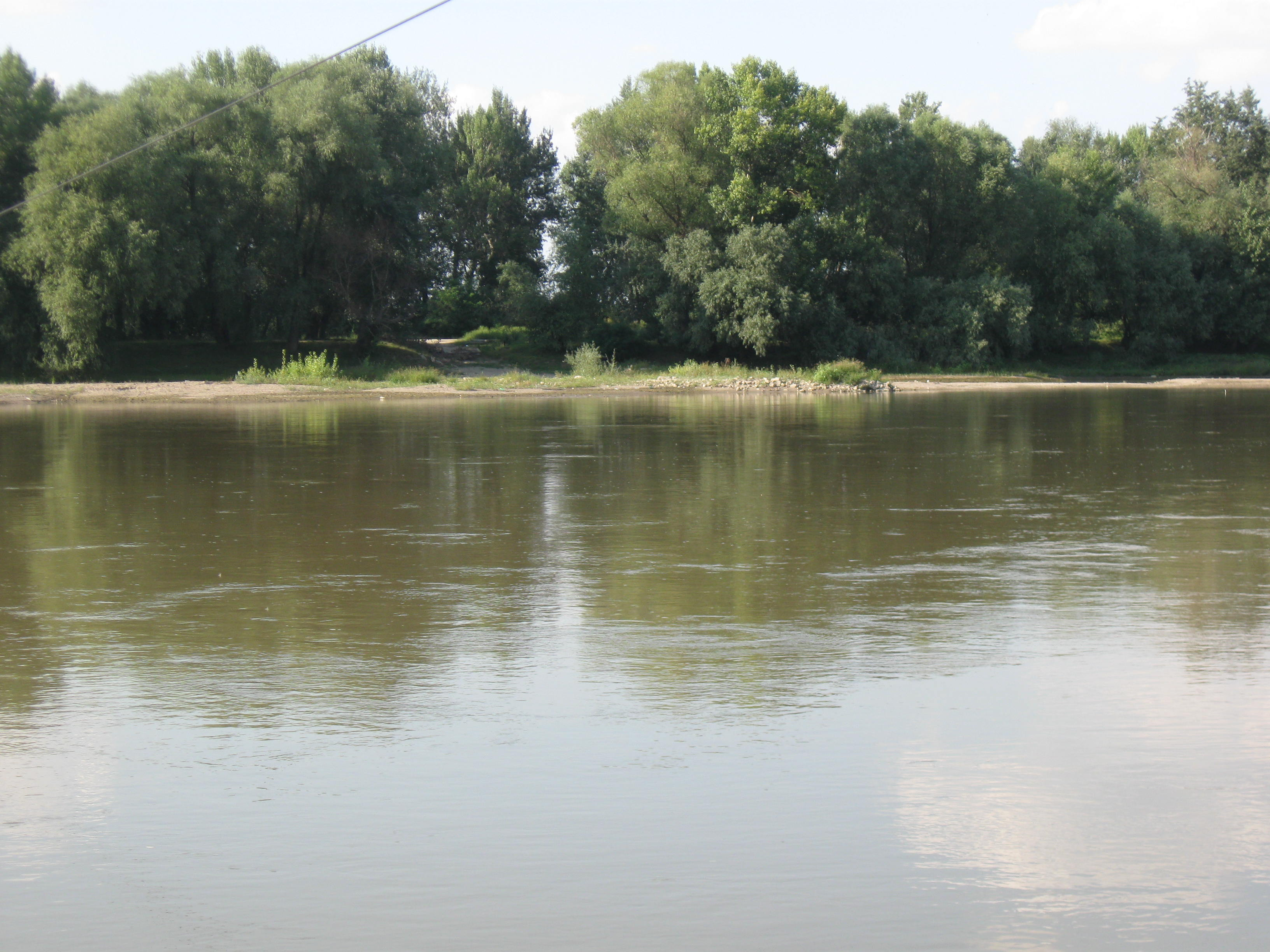
A Maros átlagszélessége a natúrpark területén 120 méter

A másik két említésre méltó folyóvíz is szervesen kapcsolódik a Maroshoz, ugyanis mind a Holtmaros, mind pedig az Aranka patak a Maros felszín alatti vizeiből ered. Amint a neve is sugallja, a Holtmaros a Maros egy holtága, Arad alatt ered, és a folyó Pécska feletti szakaszán, 18,6 km megtétele után folyik vissza a Marosba, míg az Aranka patak Németszentpéter környékén ered, átfolyik Temes megyébe, majd Szerbia területén a Tiszába folyik. A teljes hossza 117 km, de ebből csak 22,4 km hosszan folyik a natúrpark területén. A három említett folyóvizen kívül pedig a terület vízrajzi térképén ott áll több tíz holtág, elhagyott meanderek, mocsaras területek, különböző apróbb vízátfolyások.

## A terület élővilága

### Erdőségek
Arad alatt a Maros mentén meglehetősen nagy kiterjedésű keményfaligetek (Querco-Ulmetum) vannak, a legelterjedtebb fajok a keskenylevelű kőris (Fraxinus angustifolia) és a kocsányos tölgy (Quercus robur). A két faj együttesen a Maros-ártér Natúrpark erdőségeinek mintegy 70%-át teszi ki. Ezen a két fajon, és még néhány szűkebb elterjedésű őshonos fafajon kívül nagyon sok betelepített faj került a területre, ezeket a fajokat még 2004 előtt, mikor még nem volt védelem alá vonva a natúrpark jelenlegi területe, nagymértékben használták erdősítésre, ennek következtében ma is vannak jelentős kiterjedésű ültetett részei az erdőnek. Azonban ez a folyamat még mindig nem állt le, a kezelési terv megjegyzi, hogy továbbra is ültetnek fekete diót (Juglans nigra), és csertölgyet (Quercus cerris). De természetesen megtalálható a fehér akác is (Robinia pseudoacacia), ám ezt már nem ültetik. A terület leginvazívabb faja a kőrislevelű juhar vagy zöld juhar (Acer negundo), mely a tölgy, a kőris, a nyár, a fűz rovására terjed a Maros szigetein, de megtalálható a folyó partján is.

### Állatvilág
A területen élő Natura 2000-es állatfajok száma 69, ebből két emlősfaj, négy kétéltű és hüllőfaj, 12 halfaj, 11 gerinctelen faj, és 40 madárfaj.

#### Gerinctelen fauna
A védett terület egyik meghatározó eleme a Maros folyó. Ebben számtalan zooplankton és fitoplankton faj él. Ugyanakkor a folyó- és állóvizekben jelen van néhány csiga- és kagylófaj is, a kagylók közül megemlítendő a tompa folyamkagyló (Unio crassus), a tavikagyló (Anodonta cygnea) és a kristálycsiga (Vitrea crystallina). A csigafajok közül a sapkacsiga (Ancylus fluviatilis), a folyami kavicscsiga (Litoglyphus naticoides), a mocsári csiga (Lymnaea stagnalis), a nagy tányércsiga (Planorbarius corneus) és a hegyes fiallócsiga (Viviparus acerosus) meghatározó. A szárazföldi csigafajok közül nagy egyedszámban van jelen az éticsiga, (Helix pomatia), a pannon csiga (Cepaea vindobonensis), a bánáti csiga (Chilostoma banatica), a Balea biplicata, a kis orsócsiga (Clausilia pumila), a fényes orsócsiga (Cochlodina laminata) és az ugarcsiga (Helix lutescens).
A rovarok fajszáma a natúrpark területén eléri a 9000-et, ezek közül említést érdemel a nagy hőscincér (Cerambyx cerdo), és a szarvasbogár (Lucanus cervus), a lepkék közül pedig a kardoslepke vagy kardfarkú lepke (Iphiclides podalirius), a kis rókalepke (Aglais urticae) és a nagy ökörszemlepke (Maniola jurtina)

#### Gerinces fauna
A területen mintegy 300 gerinces faj él, ebből körülbelül 200 a madárfajok száma, a halfajok hozzávetőleges száma 50, az emlősöké 30, a kétéltűeké pedig 8-10.
Ezek közül a következők Natura 2000-es fajok:
Emlősök: vidra (Lutra lutra),  ürge (Spermophilus citellus)
Hüllők és kétéltűek: vöröshasú unka (Bombina bombina), mocsári teknős (Emys orbicularis), tarajos gőte (Triturus cristatus), dunai gőte (Triturus dobrogicus)

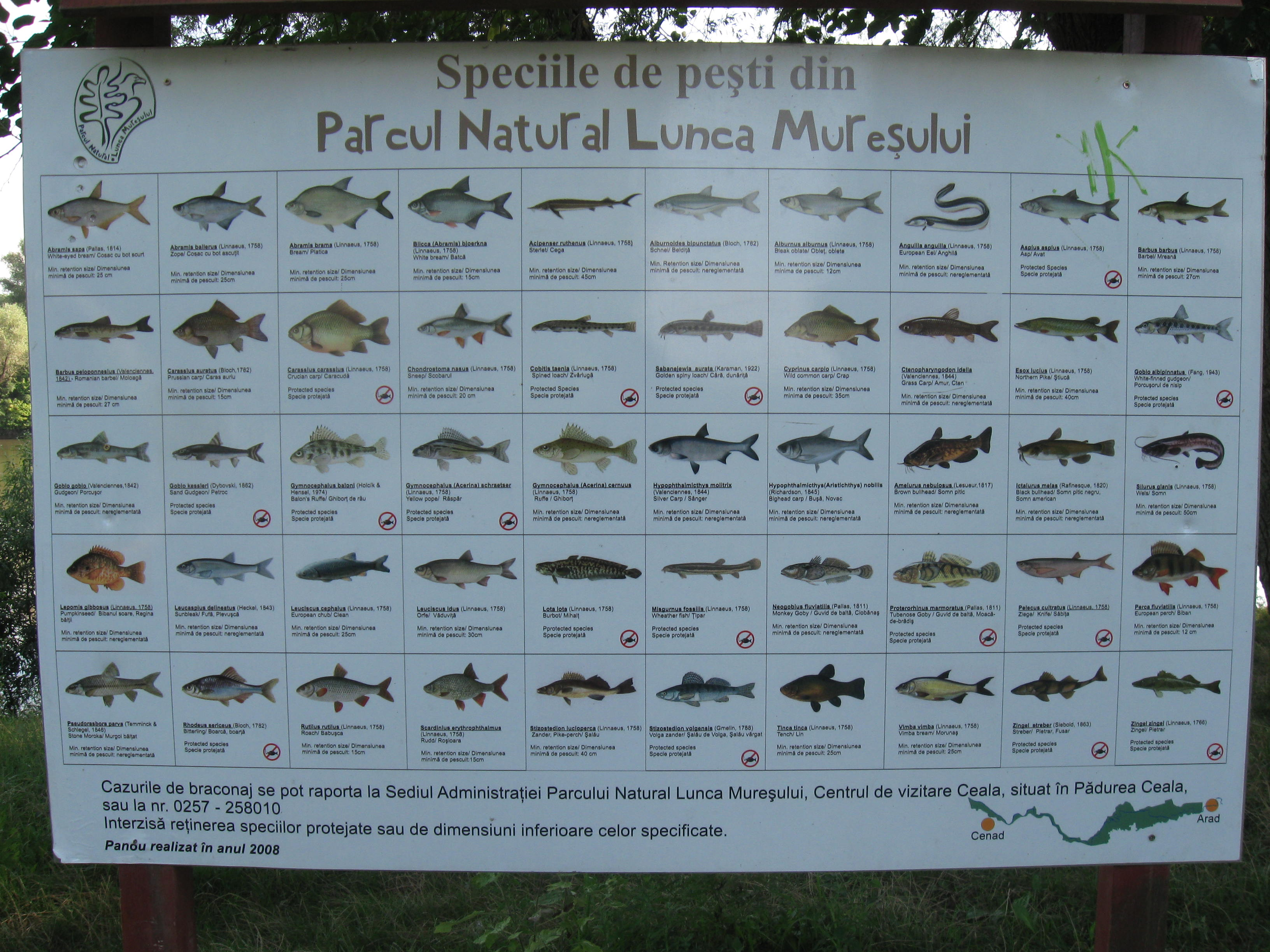
A Maros alföldi, védett szakaszán élő halfajokat bemutató pannó Pécska határában

Halak: balin (Aspius aspius), vágó csík (Cobitis taenia), halványfoltú küllő (Gobio albipinnatus), homoki küllő (Gobio kessleri), széles durbincs (Gymnocephalus baloni), selymes durbincs (Gymnocephalus schraetzer), réti csík (Misgurnus fossilis), garda (Pelecus cultratus), szivárványos ökle (Rhodeus sericeus amarus), kőfúró csík (Sabanejewia aurata), német bucó (Zingel streber), magyar bucó (Zingel zingel)
Madarak: jégmadár (Alcedo atthis), parlagi sas (Aquila heliaca), békászó sas (Aquila pomarina), vörös gém (Ardea purpurea), cigányréce (Aythya nyroca), parlagi pityer (Anthus campestris), bölömbika (Botaurus stellaris), európai lappantyú (Caprimulgus europaeus), fattyúszerkő (Chlidonias hybridus), fehér gólya (Ciconia ciconia), fekete gólya (Ciconia nigra), barna rétihéja (Circus aeruginosus), hamvas rétihéja (Circus pygargus), kékes rétihéja (Circus cyaneus), haris (Crex crex), szalakóta (Coracias garrulus), fekete harkály (Dryocopus martius), balkáni fakopáncs (Dendrocopos syriacus), közép fakopáncs (Dendrocopos medius), kis kócsag (Egretta garzetta), nagy kócsag (Egretta alba), kis sólyom (Falco columbarius), sarki búvár (Gavia arctica), rétisas (Haliaeetus albicilla), törpesas (Hieraaetus pennatus), gólyatöcs (Himantopus himantopus), törpegém (Ixobrychus minutus), erdei pacsirta (Lullula arborea), kis őrgébics (Lanius minor), tövisszúró gébics (Lanius collurio), barna kánya (Milvus migrans), kis bukó (Mergus albellus), bakcsó (Nycticorax nycticorax), darázsölyv (Pernis apivorus), hamvas küllő (Picus canus), kis kárókatona (Phalacrocorax pygmeus), pajzsos cankó (Philomachus pugnax), kanalasgém (Platalea leucorodia), karvalyposzáta (Sylvia nisoria), réti cankó (Tringa glareola).

## A terület egyéb védelmi kategóriái
- Ramsari terület
- IBA (Important Bird Area, Fontos Madárélőhely)[7]
- SCI (Site of Community Importance, Közösségi Jelentőségű Terület)
- SPA (Special Protection Area, Különleges Madárvédelmi Terület)